# Judocus de Vos

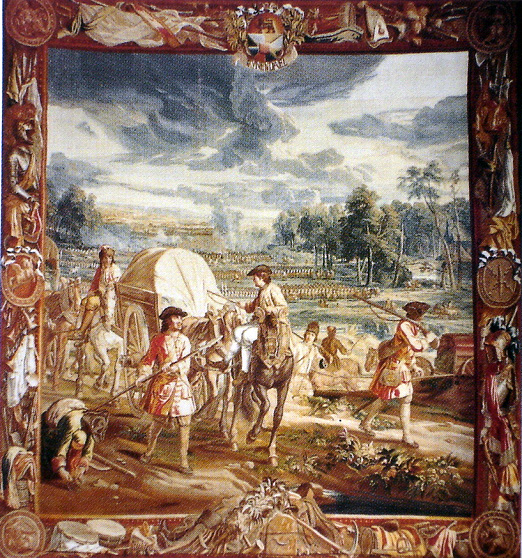
Slag bij Wijnendale naar een ontwerp van Lambert de Hondt (II), Blenheim Palace

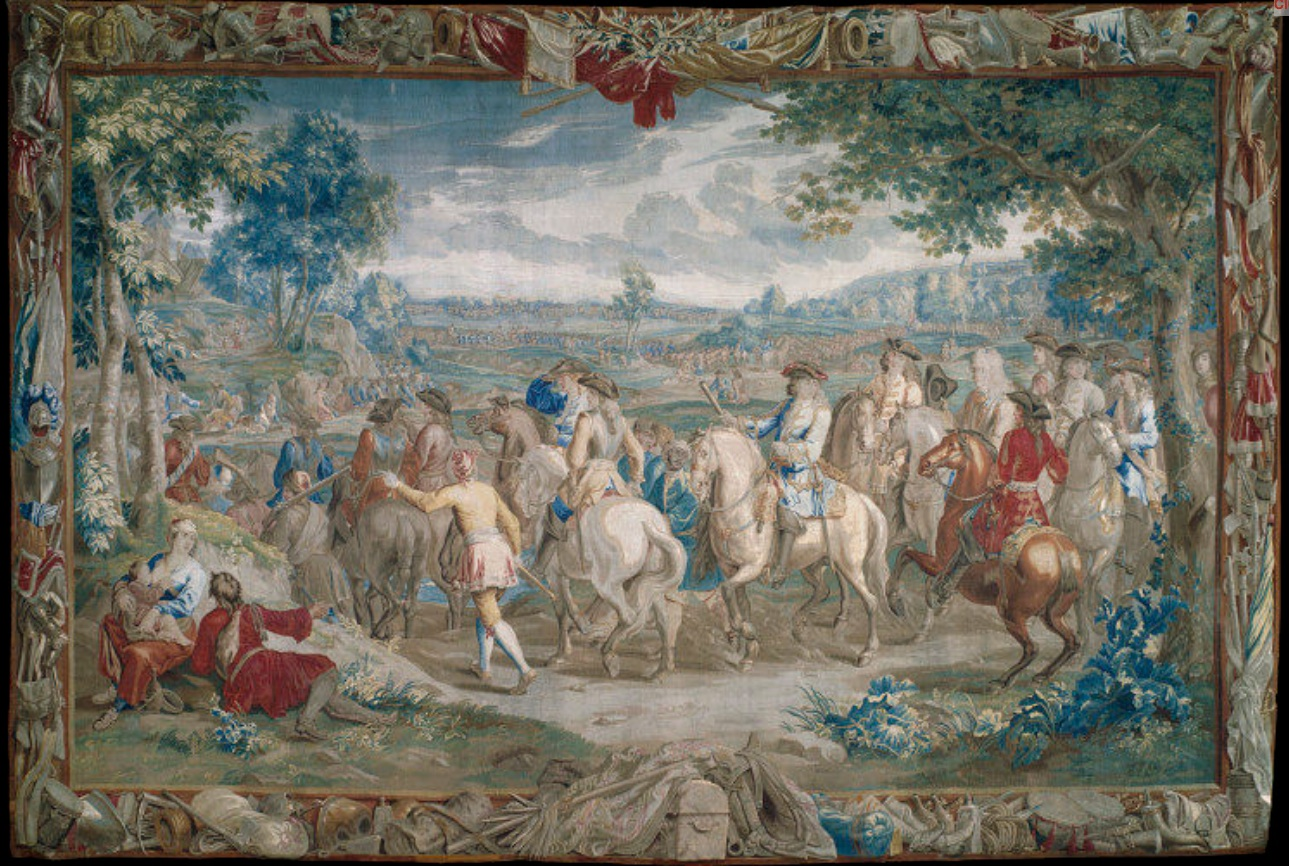
De mars, naar een ontwerp van Filips De Hondt

Judocus de Vos (1661–1734) was een Vlaamse wever. Zijn onderneming in Brussel produceerde wandtapijten, voor de Europese vorstenhuizen en de aristocratie. Tot zijn bekendste reeksen behoren de veldslagen uit de Spaanse Successieoorlog die de overwinningen van de Engelse veldheer John Churchill, eerste hertog van Marlborough, in beeld brengen en waarvan een editie bewaard is wordt Blenheim Palace. Zijn atelier leverde ook de befaamde tapijten in de Sint-Janscokathedraal in Valletta op Malta. Voor Jan Filips Eugeen van Merode, markies van Westerlo weefde hij wandtapijten naar kartons van Jan van Orley waarop naast de familiewapens en personificaties van de deugden de landgoederen en kastelen van de opdrachtgever zijn afgebeeld. In het kasteel de Merode in Westerlo zijn nog twee tapijten van deze reeks te zien. Zijn atelier werkte naar ontwerpen van meesters als Filips De Hondt, David Teniers de Jongere en Jan Van Orley. 